# البطولة العربية للأندية الفائزة بالكؤوس 1997
البطولة العربية للأندية الفائزة بالكؤوس 1997 هي النسخة الثامنة من البطولة العربية للأندية الفائزة بالكؤوس التي أقيمت في الإسماعيلية، مصر من 15 إلى 25 أغسطس 1997. مثلت الفرق الدول العربية في أفريقيا وآسيا. فاز مولودية وهران الجزائري بالبطولة للمرة الأولى في تاريخه، على حساب الشباب السعودي.
كان من المُقرّر في البداية أن يُنظّم البطولة نادي الأنصار اللبناني في بيروت، في الفترة من 14 إلى 24 أغسطس 1997، بمشاركة 6 فرق بالإضافة إلى النادي المنظم وأولمبيك خريبكة المغربي حامل اللقب.